# OR2V1
OR2V1 (англ. Olfactory receptor family 2 subfamily V member 1) – білок, який кодується однойменним геном, розташованим у людей на 5-й хромосомі. Довжина поліпептидного ланцюга білка становить 315 амінокислот, а молекулярна маса — 34 857.
| 10         |  | 20         |  | 30         |  | 40         |  | 50         |
| ---------- |  | ---------- |  | ---------- |  | ---------- |  | ---------- |
| MGRWVNQSYT |  | DGFFLLGIFS |  | HSQTDLVLFS |  | AVMVVFTVAL |  | CGNVLLIFLI |
| YLDAGLHTPM |  | YFFLSQLSLM |  | DLMLVCNIVP |  | KMAANFLSGR |  | KSISFVGCGI |
| QIGFFVSLVG |  | SEGLLLGLMA |  | YDRYVAVSHP |  | LHYPILMNQR |  | VCLQITGSSW |
| AFGIIDGVIQ |  | MVAAMGLPYC |  | GSRSVDHFFC |  | EVQALLKLAC |  | ADTSLFDTLL |
| FACCVFMLLL |  | PFSIIMASYA |  | CILGAVLRIR |  | SAQAWKKALA |  | TCSSHLTAVT |
| LFYGAAMFMY |  | LRPRRYRAPS |  | HDKVASIFYT |  | VLTPMLNPLI |  | YSLRNGEVMG |
| ALRKGLDRCR |  | IGSQH      |  |            |  |            |  |            |

A: Аланін

C: Цистеїн

D: Аспарагінова кислота

E: Глутамінова кислота

F: Фенілаланін

G: Гліцин

H: Гістидин

I: Ізолейцин

K: Лізин

L: Лейцин

M: Метіонін

N: Аспарагін

P: Пролін

Q: Глутамін

R: Аргінін

S: Серин

T: Треонін

V: Валін

W: Триптофан

Кодований геном білок за функціями належить до рецепторів, g-білокспряжених рецепторів, білків внутрішньоклітинного сигналінгу. 
Локалізований у клітинній мембрані.